# Marillion
Marillion (Мари́ллион, от книги Дж. Р. Р. Толкина «Сильмариллион») — группа, основанная в 1979 году в английском городе Эйлсбери, графство Бакингемшир. Они появились на пост-панк музыкальной сцене в Великобритании и существовали как мост между панк-роком и классическим прогрессив-роком, став наиболее коммерчески успешной неопрогрессивной рок-группой 1980-х годов. Записано 18 студийных альбомов, при этом принято делить творческий путь коллектива на 2 этапа. Первый связан с основателем группы вокалистом Фишем, покинувшим ансамбль в 1988 году, а второй этап ассоциируется с заменившим Фиша Стивом Хогартом («h»). Фиш принял участие в записи первых четырёх альбомов Marillion.
Основной состав группы неизменен с 1988 года — это Стив Ротери (единственный текущий участник — основатель), Пит Тревейвас, Марк Келли и Иэн Мосли.

## Дискография

### Студийные альбомы
- 1983 — Script for a Jester’s Tear[англ.]
- 1984 — Fugazi[англ.]
- 1985 — Misplaced Childhood
- 1987 — Clutching at Straws
- 1989 — Seasons End
- 1991 — Holidays in Eden
- 1994 — Brave
- 1995 — Afraid of Sunlight
- 1997 — This Strange Engine[англ.]
- 1998 — Radiation[англ.]
- 1999 — marillion.com[англ.]
- 2001 — Anoraknophobia
- 2004 — Marbles
- 2007 — Somewhere Else
- 2008 — Happiness Is the Road
- 2009 — Less Is More
- 2012 — Sounds That Can’t Be Made
- 2016 — F*** Everyone And Run (F E A R)[англ.]*
- 2019 — With Friends from the Orchestra[англ.]
- 2022 — An Hour Before It’s Dark

### Сборники
- 1986 — Brief Encounter
- 1987 — B’Sides Themselves
- 1992 — A Singles Collection
- 1993 — Marillion Music Collection
- 1996 — Kayleigh
- 1996 — Essential Collection
- 1997 — The Best of Both Worlds
- 1998 — Kayleigh: The Essential Collection
- 2000 — The Singles ’82-88
- 2002 — The Singles ’89-95
- 2003 — The Best of Marillion
- 2003 — Warm Wet Circles

### Концертные альбомы
- 1984 — Real to Reel (EP)
- 1988 — The Thieving Magpie
- 1996 — Made Again
- 2002 — Anorak in the UK
- 2005 — Marbles Live
- 2008 — Early Stages: The Official Bootleg Box Set 1982—1987 (6 CD)
- 2009 — Live from Loreley
- 2009 — Recital of the Script
- 2010 — The Official Bootleg Box, volume 2: 1990—1994 (8 CD)
- 2010 — Tumbling Down the Years (8 CD)
- 2010 — Size Matters (8 CD)
- 2018 — All One Tonight: Live at the Royal Albert Hall

### Видеозаписи
- 1983 — Recital of the Script (выпущен на DVD в 2003)
- 1984 — Grendel/The Web EP — тираж закончился
- 1986 — 1982-1986 The Videos — тираж закончился
- 1987 — Sugar Mice/Incommunicado
- 1987 — Live from Loreley (выпущен на DVD в 2004)
- 1990 — From Stoke Row to Ipanema ('A Year in the Life…') (выпущен на DVD в 2003)
- 1992 — A Singles Collection (В США вышла под названием Six of One, Half-Dozen of the Other)
- 1995 — Brave: The Movie[англ.] (выпущен на DVD в 2004)
- 2000 — Shot in the Dark (выпущен на DVD в 2002) — тираж закончился
- 2002 — The EMI Singles Collection
- 2002 — Brave Live 2002 — тираж закончился
- 2002 — A Piss-Up in a Brewery — тираж закончился
- 2003 — Before First Light
- 2003 — Christmas in the Chapel
- 2004 — Marbles on the Road (2 DVD)
- 2005 — Wish You Were Here (4 DVD) — тираж закончился
- 2006 — Colours and Sound (2 DVD)
- 2007 — Bootleg Butlins
- 2007 — Something Else (DVD выпущен вместе с альбомом Somewhere Else)
- 2007 — Somewhere in London (2 DVD)
- 2009 — This Strange Convention (2 DVD)
- 2010 — Out of Season (3 DVD)
- 2012 — Holidays in Zelande (3 Blu-ray; 5 DVD)
- 2014 — A Sunday Night Above the Rain (2 Blu-ray)
- 2015 — Breaking Records (2 Blu-ray)
- 2015 — Unconventional Documentary (1 Blu-ray; 1 DVD)
- 2016 — Out of the Box (3 Blu-ray; 3 DVD)

### Сольные записи Фиша
Студийные альбомы:
- 1990 — Vigil in a Wilderness of Mirrors
- 1991 — Internal Exile
- 1993 — Songs from the Mirror
- 1994 — Suits
- 1997 — Sunsets on Empire
- 1999 — Raingods with Zippos
- 2001 — Fellini Days
- 2003 — Field of Crows
- 2007 — 13th Star
- 2013 — A Feast of Consequences

Сборники и концертные записи:
- 1991 — The Complete BBC Sessions
- 1993 — For Whom the Bells Toll
- 1994 — Acoustic Session
- 1994 — Sushi
- 1995 — Yang
- 1995 — Yin
- 1998 — Tales from the Big Bus
- 2001 — Sashimi
- 2002 — Fellini Nights
- 2005 — Bouillabaisse
- 2006 — Return to Childhood
- 2007 — Communion

## Состав
Основной состав группы неизменен с 1984 года:
- Стив "h" Хогарт — ведущий вокал, автор текстов, клавишные, гитары, перкуссия (с 1988 г.)
- Стив Ротери — электрогитара, акустическая гитара (с 1979 г. Один из основателей группы)
- Марк Келли — клавишные, семплеры, программирование, бэк-вокал (с 1981 г.)
- Пит Тревейвас — бас, бэк-вокал, доп. гитара, семплеры, эффекты (с 1982 г.)
- Иэн Мосли[англ.] — ударные, перкуссия (с 1984 г.)

Бывшие участники:
- Фиш — ведущий вокал, перкуссия, автор текстов (1981—1988)
- Мик Пойнтер — ударные (1979—1983)
- Брайан Джеллиман — клавишные (1979—1981)
- Дуг Ирвин — бас, ведущий вокал (1979—1981)
- Диз Миннетт — бас (1981—1982)
- Энди Уорд — ударные, перкуссия (1983)
- Джон Мартер — ударные (1983)
- Джонотан Мувер — ударные (1983—1984)